# Daegu KOGAS Pegasus
Daegu KOGAS Pegasus (Coreano: 대구 한국가스공사 페가수스) es un equipo de baloncesto coreano con sede en Daegu, que compite en la KBL, la primera categoría del baloncesto del país. Su principal patrocinador y propietario del club es KOGAS.
El club se fundó en 1997 con la denominación de Incheon Daewoo Zeus, pasando por diferentes nombres hasta que fue adquirido por su actual propietario en 2003, adoptando la denominación actual. Disputa sus partidos como local en el Samsan World Gymnasium, con capacidad para 7500 espectadores.

## Palmarés
Es el único equipo de los diez que conforman la KBL que no ha llegado nunca a disputar una final por el campeonato.

## Posiciones en Liga
| - 1997 - 6.º - 1998 - 6.º - 1999 - 3.º - 2000 - 10.º - 2001 - 5.º - 2002 - 4.º - 2003 - 8.º - 2004 - 4.º | - 2005 - 9.º - 2006 - 10.º - 2007 - 9.º - 2008 - 6.º - 2009 - 7.º - 2010 - 9.º - 2011 - 3.º - 2012 - 6.º | - 2013 - 3.º - 2014 - 4.º - 2015 - 6.º - 2016 - 10.º - 2017 - 6.º - 2018 - 6.º |